# الفوهه
الفوهه (به عربی: الفوهة) یک منطقهٔ مسکونی در عربستان سعودی است که در استان عسیر واقع شده‌است. الفوهه ۵۰۰ نفر جمعیت دارد و ۴۳۵ متر بالاتر از سطح دریا واقع شده‌است.